# Cascades Mutarazi
Les cascades Mutarazi, de 772 metres d'altura, són les cascades més altes de Zimbàbue, les segones més altes d'Àfrica i les sisenes més altes del món.
Les cascades Mutarazi es troben a la província de Manicaland, en la part oriental de Zimbàbue, a 200 km a l'est de la capital, Harare.

## Descripció
Les cascades Mutarazi estan formades per dos salts d'aigua; el salt més alt té 479 metres d'atura, i entre els dos salts d'aigua sumen 772 metres d'altura. La cascada fa 15 metres d'amplada i es troba a 1.719 metres sobre el nivell del mar.
Les cascades Mutarazi es troben al Parc Nacional de les Cascades Mtarazi, a la serralada oriental (Eastern Highlands) de Zimbàbue.

## Entorn
L'entorn de les cascades Mutarazi està format per turons, però a les rodalies es troben muntanyes. El punt més elevat al voltant de les cascades és de 1.829 metres sobre el nivell del mar, situat a 1,2 km a l'oest de les cascades.
La densitat de població al voltant de les cascades de Mutarazi és de 72 h/km².
La vegetació al voltant de les cascades és de sabana.

## Clima
El clima de la zona és subtropical humit. La temperatura mitjana és de 21 °C. L'octubre és el mes més càlid, amb 26 °C i el més fred és juny, amb 16 °C. La precipitació anual és de 1.269 mil·límetres. El desembre és el mes més plujós, amb 324 mm de pluja i el mes més sec és agost, amb 5 mm de pluja.